# جيمس ثورن
جيمس ثورن (بالإنجليزية: James Thorne)‏ هو لاعب كرة قدم بريطاني في مركز الهجوم، ولد في 3 يناير 1996 في مانشستر في المملكة المتحدة. لعب مع ماكليسفيلد تاون ونوتينغهام فورست.

## وصلات خارجية
- جيمس ثورن على موقع قاعدة بيانات كرة القدم.إي يو (الإنجليزية)
- جيمس ثورن على موقع Soccerbase.com (لاعب) (الإنجليزية)
- جيمس ثورن على موقع Soccerway.com (الإنجليزية)